# Scholengemeenschap Bonaire
De Scholengemeenschap Bonaire (SGB) is de enige school voor voortgezet onderwijs op Bonaire. Het SGB bestaat uit: Liseo Boneriano (vwo-havo en mavo), vmbo, Speciale Lesplaatsen Praktijkonderwijs (SLP-Pro) en mbo. De SGB heeft meerdere locaties in Kralendijk. 
In 1970 is de scholengemeenschap ontstaan door de samenvoeging van de bovenbouw van de Prinses Beatrixschool en de Lourdes Mavo, de enige twee scholen op Bonaire met een mavo-opleiding. Later werden ook andere vormen van voortgezet onderwijs bij de SGB ondergebracht. De school kende na 10-10-2010 een aantal moeilijke jaren. In 2016 waren er problemen met de kwaliteit van de opleiding en werd de accreditatie ingetrokken voor het afnemen van mbo-examens. Hierna zijn verbeteringen doorgevoerd. De school moest een inhaalslag maken om op hetzelfde niveau en onder dezelfde voorwaarden de opleidingen te verzorgen als in Europees Nederland. Vanaf 2016 is het gelukt om in een periode van 3 schooljaren voor alle locaties de basiskwaliteit te behalen.
In 2018 waren de schoolresultaten verbeterd en sinds het schooljaar 2018-2019 voldoen alle locaties aan de Nederlandse normen.
MBO Bonaire verzorgt mbo-opleidingen op niveau 2, 3 en 4. Er zijn opleidingen in de sectoren zorg & welzijn, administratie, techniek, media, sport en leisure. Bij de jaarlijkse bepaling van het opleidingsaanbod wordt rekening gehouden met de arbeidsmarkt van dat moment. Anno 2019 heeft het mbo ongeveer 500 studenten die voltijd (bol) of in deeltijd (bbl) studeren. De meeste opleidingen zijn Nederlandstalig, enkele niveau 2-opleidingen worden in het Papiaments aangeboden.
De studenten die een mbo-niveau 1-opleiding willen gaan volgen, kunnen dit doen bij FORMA. Die opleidingen zijn in het Papiaments.